# Miesmühle

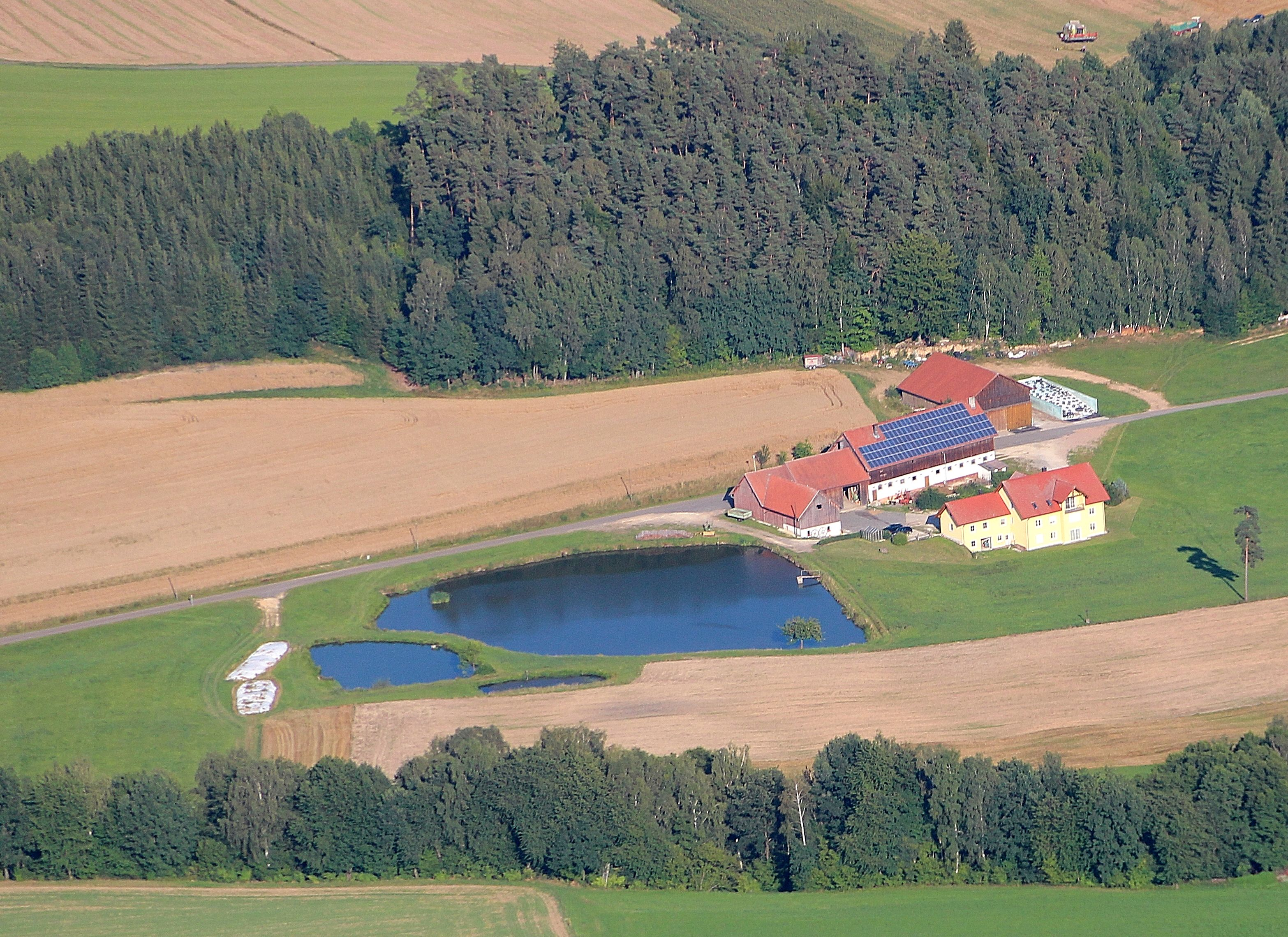
Miesmühle (2012)

Miesmühle ist ein Ortsteil der Gemeinde Teunz im Oberpfälzer Landkreis Schwandorf (Bayern).

## Geographische Lage
Miesmühle liegt ungefähr vier Kilometer nördlich von Teunz am Miesbach, der sich bei der Miesmühle aus verschiedenen Quellflüssen bildet, die am Südosthang des 700 m hohen Öder Berges entspringen.
Der Miesbach mündet etwa zwei Kilometer weiter südlich bei Fuchsberg in die Faustnitz (die auch Trausnitz genannt wird).

## Geschichte
Zum Stichtag 23. März 1913 (Osterfest) war Miesmühle Teil der Pfarrei Teunz und hatte ein Haus und neun Einwohner.
Miesmühle war bis zu deren Auflösung  ein Gemeindeteil von Zeinried und kam am 1. Mai 1978 zur Gemeinde Teunz.
Am 31. Dezember 1990 hatte Miesmühle acht Einwohner und gehörte zur Pfarrei Teunz.

## Bildergalerie

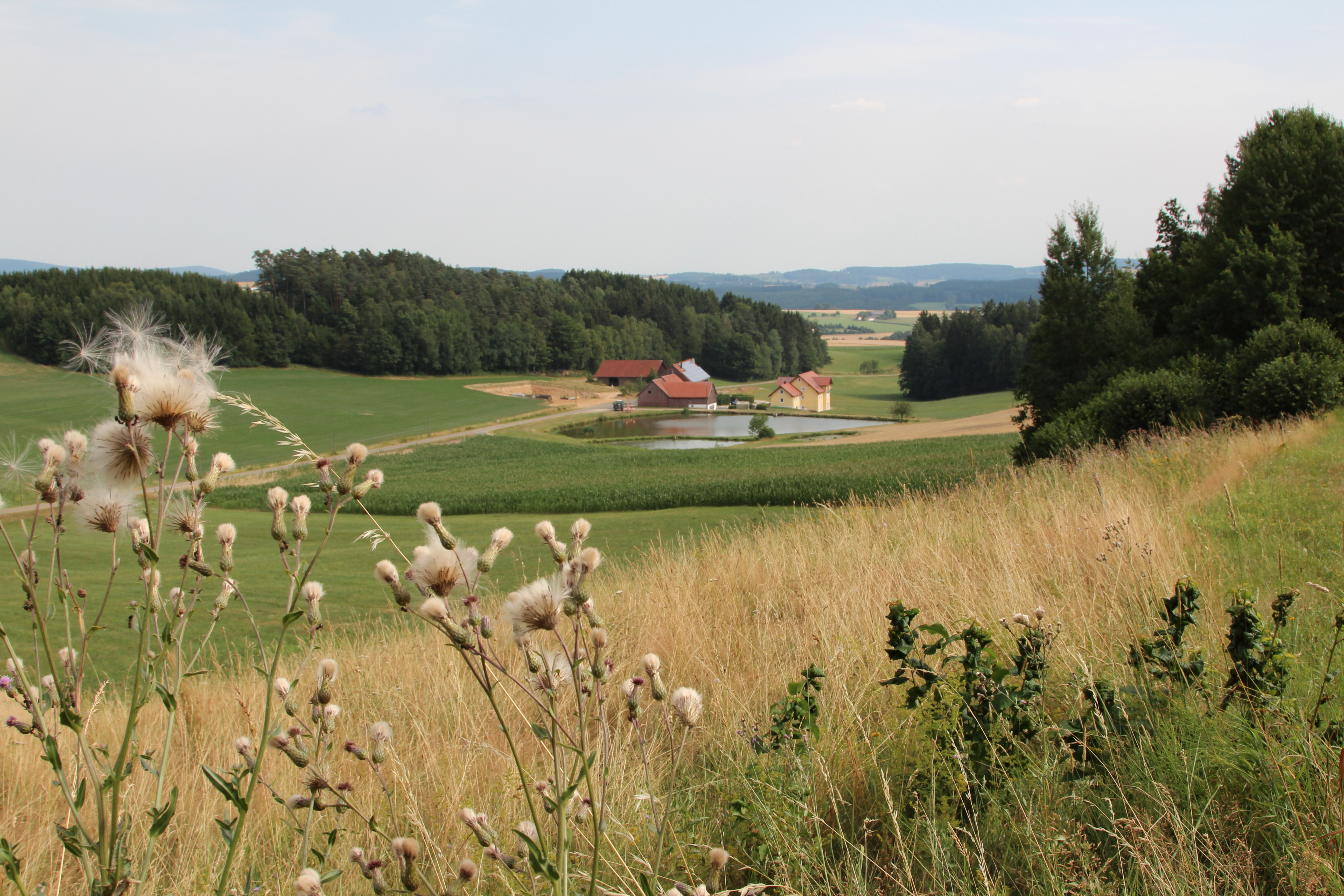
Miesmühle (2013)
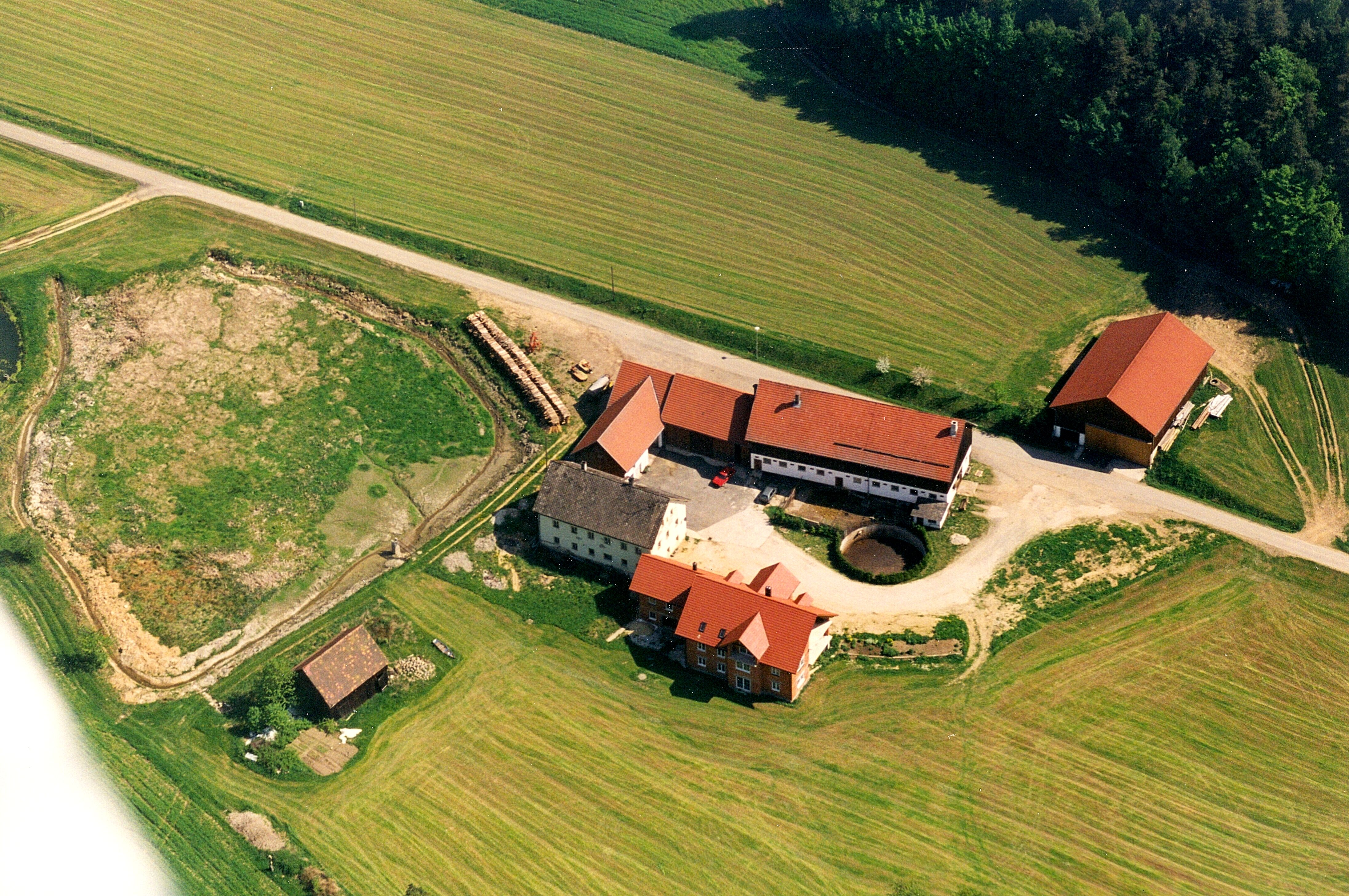
Miesmühle (2000)